# Johnston megye (Oklahoma)
Johnston megye az Amerikai Egyesült Államokban, azon belül Oklahoma államban található. Megyeszékhelye és legnagyobb városa Tishomingo. Lakosainak száma 10 272 fő (2020. április 1.). Johnston megye Pontotoc, Coal, Atoka, Bryan, Marshall, Carter és Murray megyékkel határos.

## Népesség
A megye népességének változása:
| Lakosok száma | 10 999 | 11 088 | 10 994 | 10 990 | 10 980 | 10 272 |
|               | 2010   | 2011   | 2012   | 2013   | 2015   | 2020   |